# 橋本駅 (京都府)

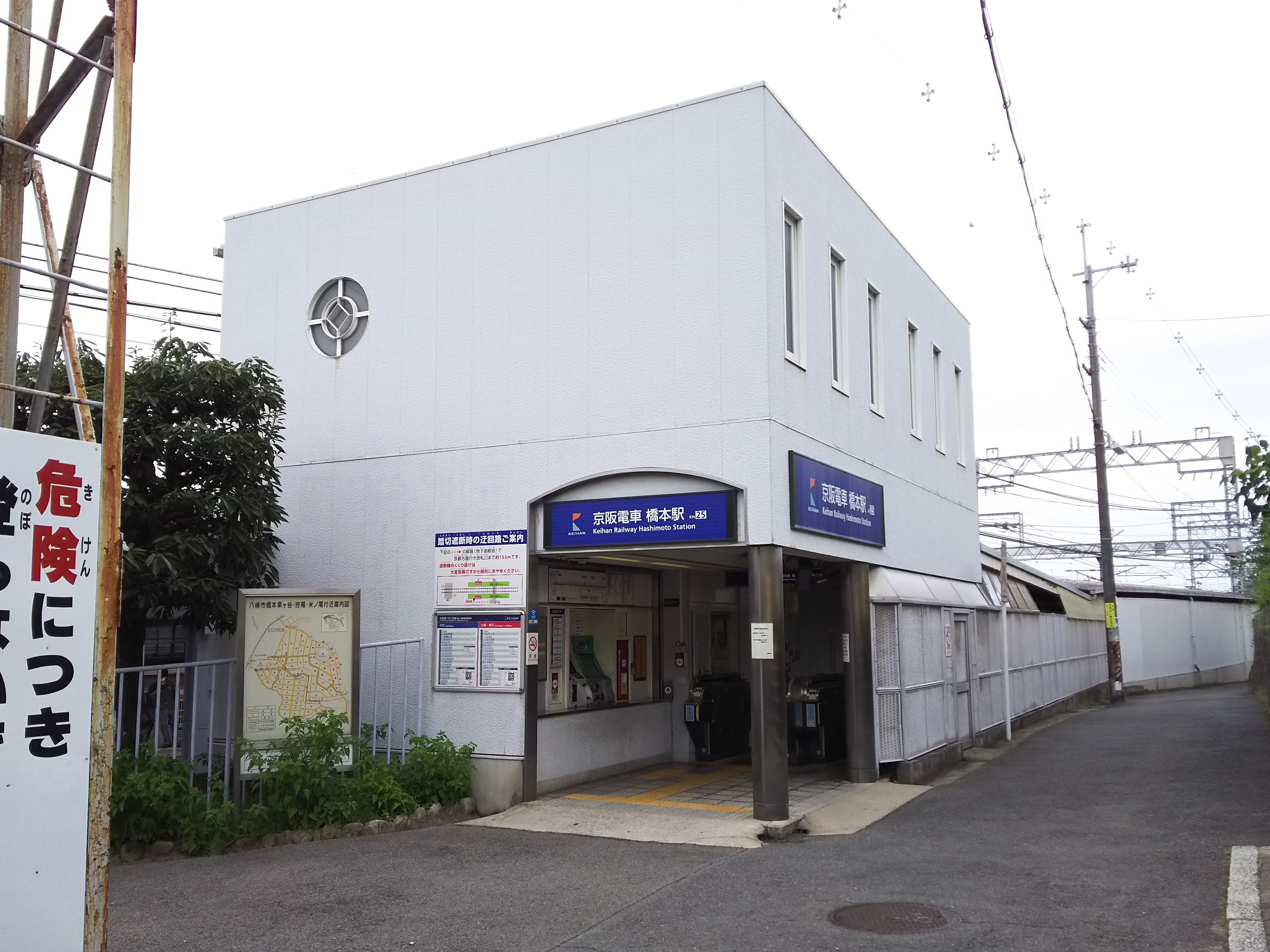
下り線改札口（2017年8月）

橋本駅 （はしもとえき）は、京都府八幡市橋本中ノ町にある京阪電気鉄道京阪本線の駅。同線においては、大阪側から見て京都府内で最初の駅である。駅番号はKH25。

## 歴史
- 1910年（明治43年）4月15日：京阪本線開通と同時に開業。
- 1917年（大正6年）10月1日：大正大洪水で枚方東口駅 - 樟葉駅間・淀駅 - 中書島駅間で築堤崩壊・線路浸水で運休、同月14日駅再開[1]。
- 1934年（昭和9年）9月21日：室戸台風が来襲、停電で全線不通。同月27日運転再開[2]。
- 1935年（昭和10年）8月11日：宇治川氾濫などで浸水、中書島駅 - 枚方東口駅（現・枚方市駅）間と宇治線全線が不通。8月13日運転再開[2]。
- 1943年（昭和18年）10月1日：会社合併により京阪神急行電鉄（阪急電鉄）の駅となる。
- 1949年（昭和24年）12月1日：会社分離により京阪電気鉄道の駅となる。
- 1953年（昭和28年）9月26日：台風13号により、宇治川 - 木津川の築堤崩壊と、それに伴う京阪伏見変電所から橋本変電所への送電線の切断で停電、運休。10月1日、駅再開[3]。
- 1965年（昭和40年）4月23日：構内踏切を廃止、下りホームに改札口新設[4]
- 1993年（平成5年）1月30日：8連に対応するためにホーム延長使用開始。併せて駅舎改築・トイレ水洗化・スロープの改良工事がされる[5]。
- 2012年（平成24年）10月14日：ホーム異常通報装置を設置[6]。
- 2016年（平成28年）3月19日：ダイヤ改正で日中の普通電車の運用が無くなり、準急のみ停車する時間帯が生じた。
- 2023年（令和5年）1月26日：自動券売機でのきっぷの販売を停止。きっぷでの乗車の場合は、ICカードチャージ機で「乗車駅証明書」を発行し、下車駅の「のりこし精算機」で運賃を精算する形態となる。

## 駅構造

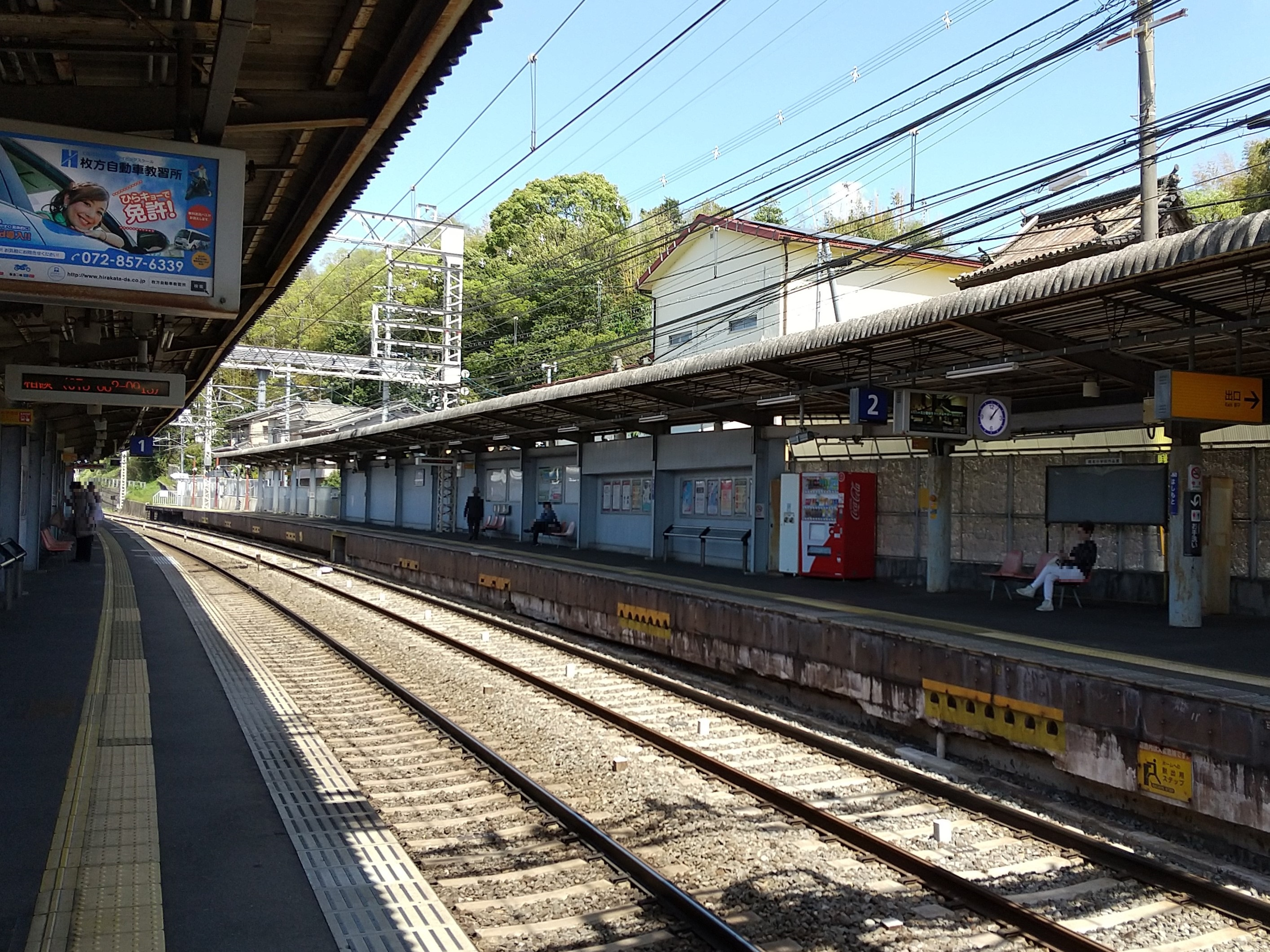
ホーム（2023年4月）

相対式ホーム2面2線を有する地上駅。改札口はホーム毎に分かれており、改札内で上下線ホーム同士の移動はできない（改札外に踏切がある）。なお、改札口は上下線ともホーム樟葉寄りにある。終日駅係員が無人となる。

### のりば
| 番線 | 路線      | 方向 | 行先                 |
| ---- | --------- | ---- | -------------------- |
| 1    | ■京阪本線 | 上り | 三条・出町柳方面     |
| 2    | ■京阪本線 | 下り | 淀屋橋・中之島線方面 |

- 両ホームとも有効長は8両。

## 利用状況
2023年（令和5年）度のある特定日における1日乗降人員は4,683人である。
近年の1日あたり利用客数の推移は下記の通り。
| 年度               | 特定日   | 特定日   | 1日平均 乗車人員 |
| 年度               | 調査日   | 乗降人員 | 1日平均 乗車人員 |
| ------------------ | -------- | -------- | ---------------- |
| 1990年（平成02年） | 11月06日 | 5,982    |                  |
| 1992年（平成04年） | 11月10日 | 6,337    |                  |
| 1995年（平成07年） | 11月21日 | 6,282    |                  |
| 1998年（平成10年） | 11月10日 | 6,037    |                  |
| 2000年（平成12年） | 11月07日 | 5,764    |                  |
| 2002年（平成14年） | 12月10日 | 5,643    |                  |
| 2003年（平成15年） | 10月28日 | 5,702    |                  |
| 2004年（平成16年） | 11月09日 | 5,849    |                  |
| 2005年（平成17年） | 11月08日 | 5,844    |                  |
| 2006年（平成18年） | 11月08日 | 5,656    | 3,115            |
| 2007年（平成19年） | 11月07日 | 5,879    | 3,077            |
| 2008年（平成20年） | 11月11日 | 5,973    | 3,299            |
| 2009年（平成21年） | 11月10日 | 5,627    | 3,148            |
| 2010年（平成22年） | 11月09日 | 5,884    | 3,175            |
| 2011年（平成23年） | 11月01日 | 5,998    | 3,230            |
| 2012年（平成24年） | 10月31日 | 5,911    | 3,219            |
| 2013年（平成25年） | 11月12日 | 5,847    |                  |
| 2014年（平成26年） | 11月11日 | 5,889    |                  |
| 2015年（平成27年） | 11月10日 | 5,794    |                  |
| 2016年（平成28年） | 11月08日 | 5,446    |                  |
| 2017年（平成29年） | 11月07日 | 5,871    |                  |
| 2018年（平成30年） | 11月06日 | 5,850    |                  |
| 2019年（令和元年） | 11月12日 | 5,932    |                  |
| 2020年（令和02年） | 11月10日 | 4,656    |                  |
| 2021年（令和03年） | 11月09日 | 4,363    |                  |
| 2022年（令和04年） | 11月08日 | 4,598    | 2,016            |
| 2023年（令和05年） | 11月08日 | 4,683    |                  |

## 駅周辺

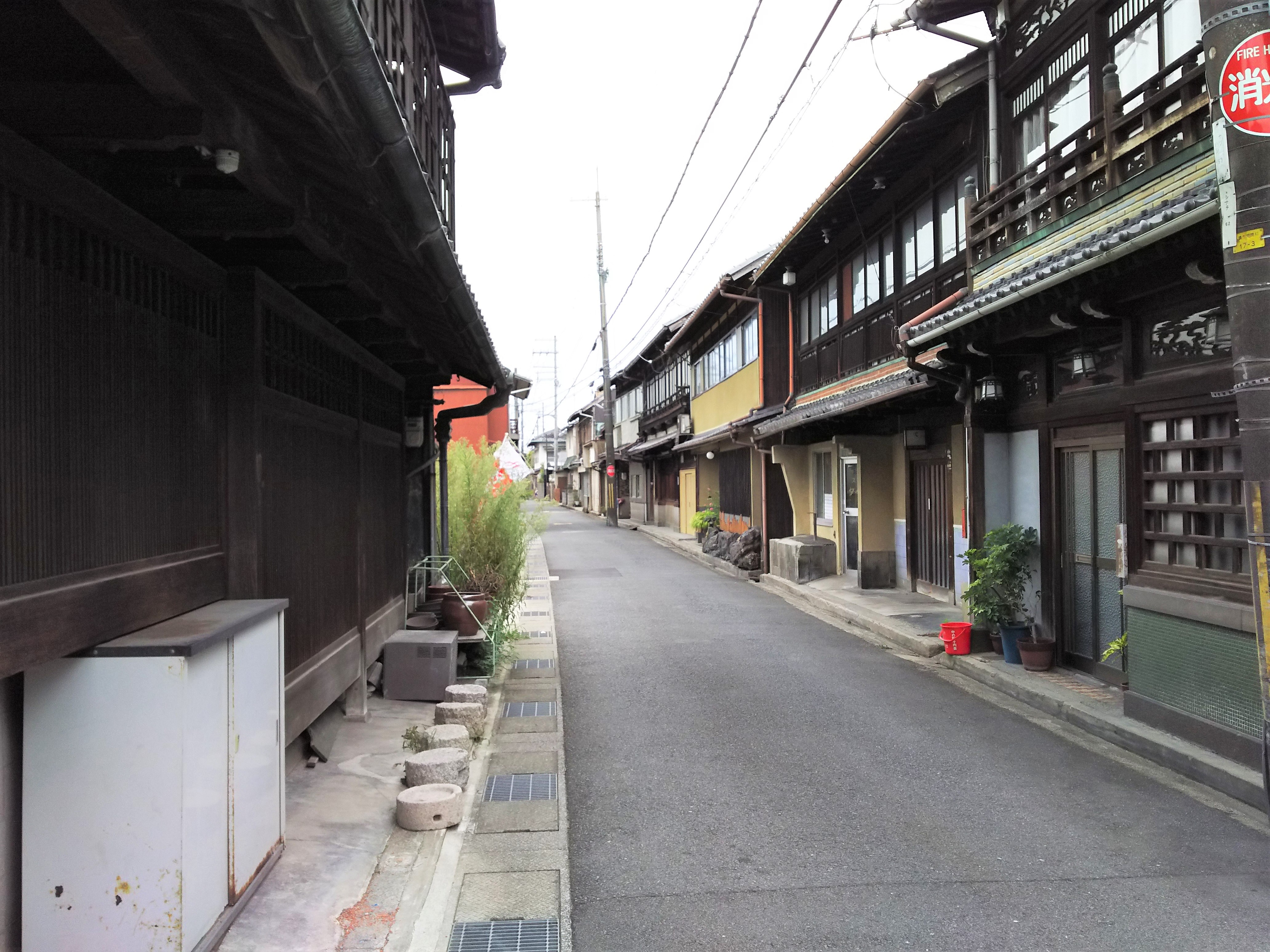
遊廓の面影を残す橋本の街並み

古くは地名通り淀川にかかる橋（山崎橋）のたもとで、橋が失われてからは1962年（昭和37年）まで山崎との間に渡船があった。このため正式な宿ではないが大坂（京）街道の宿場として賑わい、歌舞伎『双蝶々曲輪日記』の六段目「橋本の段」の舞台になった遊廓街となっていた。1958年（昭和33年）4月1日の売春防止法が施行されるまでは橋本駅を出発する終電車が「遊郭帰りの客で大変込んでいた」との逸話もある。駅西側には当時をしのばせる古い家並みが残る。
現在駅東側は山を切り崩した住宅街になっている。京阪電気鉄道の開発が入るまでは完全な山であり、石清水八幡宮の西側まで延々と獣道が続いていたが、麓の遊廓での諍いから遊女の自殺が絶えない地域でもあった。
駅から東へ登ると、氏神の狩尾神社がある。
大阪府との府境に近い。ちなみに「セブン-イレブン京阪橋本駅南店」は大阪府側にある。
- 住宅地（橋本希望ヶ丘）
- 男山団地
- 西遊寺・久修園院・楠葉台場（1868年鳥羽・伏見の戦いで幕府軍が陣営）
- 八幡橋本郵便局
- 橋本交番
- 橋本公民館
- 四区公会堂
- 狩尾社（とがのおしゃ）
- あらかし公園
- 和気神社（足立寺跡）
- 橋本樋門
- 京阪電気鉄道橋本変電所
- マツモトくずは北店

### バス路線
駅のやや南の津田電線八幡工場跡地に京阪バス（旧京阪宇治交通）「京阪橋本」バス停がある。
駅前広場整備に伴い、2023年9月1日からバス停を『2次仮設ロータリー』へ移設。その後、駅前広場が完成したことで、2024年1月23日に新ロータリーに移設した。
運行系統は以下の通り。
- 13B号経路 樟葉駅行き
- 78A号経路 男山車庫行き

また、駅北側の道路を500 mほど北上したところで川を渡らずに東進すると京都京阪バスの「コミュニティバスやわた」の橋本東山本バス停も利用できる。
- 市民体育館行き（7時台から16時台まで1時間間隔）

## その他
- 京都方のホームの下をくぐる改札外の地下道があるが、ここには以前踏切があった。京阪本線の連結車両を増やす際に、この踏切が障害になるため、当面ドアカットで対応することが検討されたが、当時の村岡四郎社長が安全面などの理由でこれに反対し、この地下道を造ってホームが延伸された（詳細は村岡の項目を参照）。
- 2003年9月6日のダイヤ改正まで、当駅は京阪線・大津線全線の中で旅客列車の本数が一番少なかった。これは、特にラッシュ時において、上り列車は隣の樟葉止まり、下り列車は淀止まりが多く存在し、かつ同時間帯に多く運転されていた急行は当駅を通過しているためであり、夕方以降や土休日の朝9時 - 10時台は約15分間隔で運転されていた。同ダイヤ改正以後は、下り淀行きや急行を減便したことにより、ほぼ終日約10分間隔で列車が到着するようになった。
- 近くに橋本駅南という名称の交差点、セブンイレブン京阪橋本駅南店があるがどちらも所在地は大阪府枚方市である。
- 同名の駅が全国にあるが、行先設定がなく、また通過列車があるのは当駅のみである。

## 隣の駅
京阪電気鉄道
京阪本線
■快速特急「洛楽」・□ライナー・■特急・■通勤快急・■快速急行・■急行
通過
■通勤準急（平日朝下りのみ運転）・■準急・■普通
樟葉駅 (KH24) - 橋本駅 (KH25) - 石清水八幡宮駅 (KH26)
- 括弧内は駅番号を示す。